# Carrascal del Río
Carrascal del Río è un comune spagnolo di 197 abitanti situato nella comunità autonoma di Castiglia e León.